# Györgyháza
Györgyháza (szerbül Vелика Греда / Velika Greda, németül Georgshausen) falu Szerbiában, a Vajdaságban, a Dél-bánsági körzetben. Közigazgatásilag Zichyfalva községhez tartozik.

## Fekvése
Versectől északnyugatra, Istvánvölgy és Zichyfalva közt fekvő település.

## Története
Györgyházát 1850-ben telepítette Rákóczi Parchetich György, miután Zöldes községet a fellázadt határőrök 1848-ban elpusztították, a község tőle kapta nevét is.
A trianoni békeszerződés előtt Torontál vármegye Bánlaki járásához tartozott.
A falu a II. világháború végéig német többségű volt, jelentős magyar kisebbséggel. A németeket 1945-ben deportálták és - mit sem gondolva a megmaradt magyar római katolikus lakosságra - a templomot is lerombolták. Jelenleg a római katolikusoknak csak egy imaházuk van.

## Népesség

### Demográfiai változások
| 1948 | 1953 | 1961 | 1971 | 1981 | 1991 | 2002 | 2011 |
| ---- | ---- | ---- | ---- | ---- | ---- | ---- | ---- |
| 1808 | 1946 | 1942 | 1775 | 1585 | 1508 | 1374 | 1158 |